# Cyclotrichium
Cyclotrichium  é um gênero botânico da família Lamiaceae

## Espécies
| - Cyclotrichium depauperatum - Cyclotrichium floridum - Cyclotrichium glabrescens - Cyclotrichium haussknechtii - Cyclotrichium leucotrichum | - Cyclotrichium longifiorum - Cyclotrichium niveum - Cyclotrichium origanifolium - Cyclotrichium stamineum - Cyclotrichium straussii |